# A Porta
à Porta eller Café à Porta var et spisested, der lå i København på på adresse Kongens Nytorv 17 på hjørnet af Lille Kongensgade. Bygningen ligger ved siden af Magasin du Nord.
Det blev grundlagt i 1792, hvor det åbnede som konditori. I 1857 blev det omdannet til restaurant af schweizeren Stephan à Porta, der lagde navn til restauranten. Senere blev det en natklub, og var populær blandt skuespillere og lign. grundet sin tætte placering ved Det Kongelige Teater.
I anden halvdel af 1900-tallet oplevede à Porta en nedgangsperiode, men i 1999 blev den renoveret og ombygget så interiøret lignede det fra 1850'erne, og blev drevet i en årrække som Café à Porta. I 2006 blev den købt af Flemming Østergaard og Bent Fabricius Bjerre.
I 2011 gik stedet dog konkurs. Herefter blev lokalerne overtaget af McDonalds.
I tv-serien Matador nævner doktor Hansen at han og Elisabeth Friis skal spise sammen på à Porta i episode 15.